# قلعه ناکاگوسوکو
قلعه ناکاگوسوکو (به ژاپنی: 中城城, Nakagusuku jō) یک گوسوکو در کیتاناکاگوسوکو، اوکیناوا در ژاپن است. یکی از تعدادی قلعه است که در جزیره اوکیناوا توسط پادشاهی ریوکیو ساخته شده و اکنون ویرانه شده‌است.